# 軍事情報名人堂
軍事情報名人堂（英語：Military Intelligence Hall of Fame）是美國陸軍軍事情報部隊於1988年成立的一個名人堂，其功能是給予對軍事情報作出突出貢獻的軍人和平民以最高榮譽。這個名人堂目前由位於亞利桑那州華楚卡堡的美國陸軍軍事情報中心管理。